# زنغ تشاو
زنغ تشاو (بالصينية: 曾超) هو لاعب كرة قدم صيني، ولد في 23 يناير 1993 في ماوزو في الصين. لعب مع Shaanxi Wuzhou F.C. ‏.

## وصلات خارجية
- زنغ تشاو على موقع قاعدة بيانات كرة القدم.إي يو (الإنجليزية)
- زنغ تشاو على موقع Soccerway.com (الإنجليزية)